# Autorizzazione edilizia
Con il termine "autorizzazione edilizia" si intende un titolo, abilitativo o meno, che il proprietario di un immobile deve possedere per intervenire in maniera lecita, e nel rispetto della legge, dal punto di vista edilizio. Alcuni titoli sono abilitativi nel senso stretto del termine, in quanto sono vincolati a una valutazione da parte delle Autorità. Altri, invece, consistono in una semplice comunicazione asseverata.

## Riferimenti normativi
Il legislatore ha ritoccato la materia più volte nel corso dei decenni. Le modifiche sono sempre andate nella direzione di una maggiore semplificazione, ma anche di una definizione più chiara del rapporto tra diritto individuale a tutela del territorio. 
Le svolte più recenti, da questo punto di vista, si sono registrate nel 2001, quando è stato varato il Testo Unico dell’Edilizia; e nel 2010, quando è stata varata la legge n. 122/2010.
Con questi interventi il legislatore ha apportato due novità.
- Sostituzione della Concessione Edilizia con il Permesso di costruire, per mezzo della quale è stato sancita una volta per tutte una questione dirimente: il diritto del cittadino a costruire, e quindi a modificare il territorio, non va inteso in senso assoluto, bensì è esercitabile nella misura in cui il territorio non ne trae detrimento.

- Semplificazione, attraverso il raffinamento del concetto di edilizia libera, che corrisponde agli interventi, anche di una certa pesantezza, che possono essere realizzati senza titoli. Il panorama dei titoli è poi stato circoscritto alla triade CILA, SCIA, Permesso di costruire.

## Le autorizzazioni edilizie in vigore
- CILA, Comunicazione Inizio Lavori Asseverata: È un titolo non vincolato ad alcun meccanismo di accettazione. Non deve, infatti, passare al vaglio delle autorità e non richiede il rilascio di alcuna autorizzazione. E una semplice comunicazione. A fare fede è l’asseverazione, ossia la relazione del tecnico. La CILA è riservata agli interventi di manutenzione straordinaria che, pur modificando il distributivo interno in pianta, non coinvolgono parti strutturali. Per esempio, è necessaria la CILA quando si vuole eliminare una parete non portante per creare un open space;

- SCIA, Segnalazione Certificata di Inizio Attività: Anche in questo caso, non si è di fronte a un titolo vincolato a verifica da parte delle autorità. È una comunicazione asseverata, per la cui validità è necessaria la certificazione di un tecnico. La SCIA va richiesta per gli interventi di manutenzione straordinaria che coinvolgono anche le strutture, come le pareti portanti ma anche gli impianti (laddove si modifica il disegno originale) o i prospetti. Deve essere seguita da una comunicazione di fine lavori e dall’autocertificazione di agibilità.

- Permesso di Costruire: È, come suggerisce il nome, un titolo abilitativo vero e proprio. Deve, infatti, essere sottoposto al vaglio delle autorità e ottenere un'approvazione prima dell’inizio dei lavori. È il titolo più oneroso e va richiesto quando si intende costruire una casa ex novo, quando si intende cambiare la destinazione d’uso di un immobile oppure quando si intende ampliare la volumetria in maniera sensibile. L’ottenimento del Permesso di Costruire è vincolato dal meccanismo del silenzio-assenso: se l’amministrazione non si pronuncia entro 60 giorni, il permesso va considerato come rilasciato. Ciò non vale per il Permesso di Costruire in Sanatoria, che è a tutti gli effetti un condono (ma per interventi legali fin dal principio, solo non dichiarati), per cui vige il silenzio-dissenso.

Il Testo Unico dell'Edilizia e la legge n. 122 del 2010, pur circoscrivendo i titoli “attuali” alla CILA, alla SCIA e al Permesso di costruire, lasciano lo spazio per l'impiego eccezionale di due titoli caduti in disuso:
- CIL, Comunicazione di Inizio Lavori. Titolo non asseverato, un tempo necessario per le opere di manutenzione ordinaria, oggi eseguibili in edilizia libera. Permane in un caso, ovvero per le opere che soddisfano esigenze contingenti, che verranno rimosse entro novanta giorni;

- DIA, Denuncia di Inizio Attività. Sostituita dalla CILA e dalla SCIA, permane anch’essa per una precisa casistica: ossia le varianti in corso d’opera di interventi che richiedono il Permesso di Costruire. Anziché richiedere un secondo Permesso di Costruire, è possibile dichiarare le modifiche con la più semplice e veloce DIA.